# Longview (Washington)
Longview je grad u američkoj saveznoj državi Washington. Prema popisu stanovništva iz 2010. u njemu je živjelo 36.648 stanovnika.